# Coba (Lebredo)
Coba (oficialmente y en asturiano: Cova) es una casería perteneciente a la parroquia de Lebredo, en el concejo de Boal, comarca de Eo-Navia, Principado de Asturias, España.
Cuenta con una población de 13 habitantes (INE, 2013) y se encuentra a unos 500 m de altura sobre el nivel del mar, en la parte más septentrional del concejo. Dista unos 7,5 km de la capital del mismo, tomando desde esta la carretera AS-22 en dirección a Vegadeo, y desviándose después a la derecha por una pista asfaltada, unos 900 m tras pasar el lugar de Penouta.